# Friedrich Siegmund-Schultze

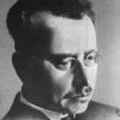
Friedrich Siegmund-Schultze

Friedrich Siegmund-Schultze (* 14. Juni 1885 in Görlitz; † 11. Juli 1969 in Soest) war ein deutscher evangelischer Theologe, Sozialpädagoge, Sozialethiker und gilt als Pionier der Friedensbewegung.

## Leben
Nach dem Besuch mehrerer Gymnasien studierte Siegmund-Schultze in Breslau und Magdeburg Philosophie und Theologie. 1908 wurde er Sekretär des Kirchlichen Komitees zur Pflege freundschaftlicher Beziehungen zwischen Großbritannien und Deutschland und später Sekretär des Christlichen Studentenweltbundes für Sozialarbeit und Ausländermission. 1911 gründete er mit seiner Frau die „Soziale Arbeitsgemeinschaft Berlin-Ost“ (kurz: SAG), ein Nachbarschaftshilfe- und Siedlungsprojekt in einem der ärmsten Viertel Berlins am Schlesischen Bahnhof.

Friedrich Siegmund-Schultze

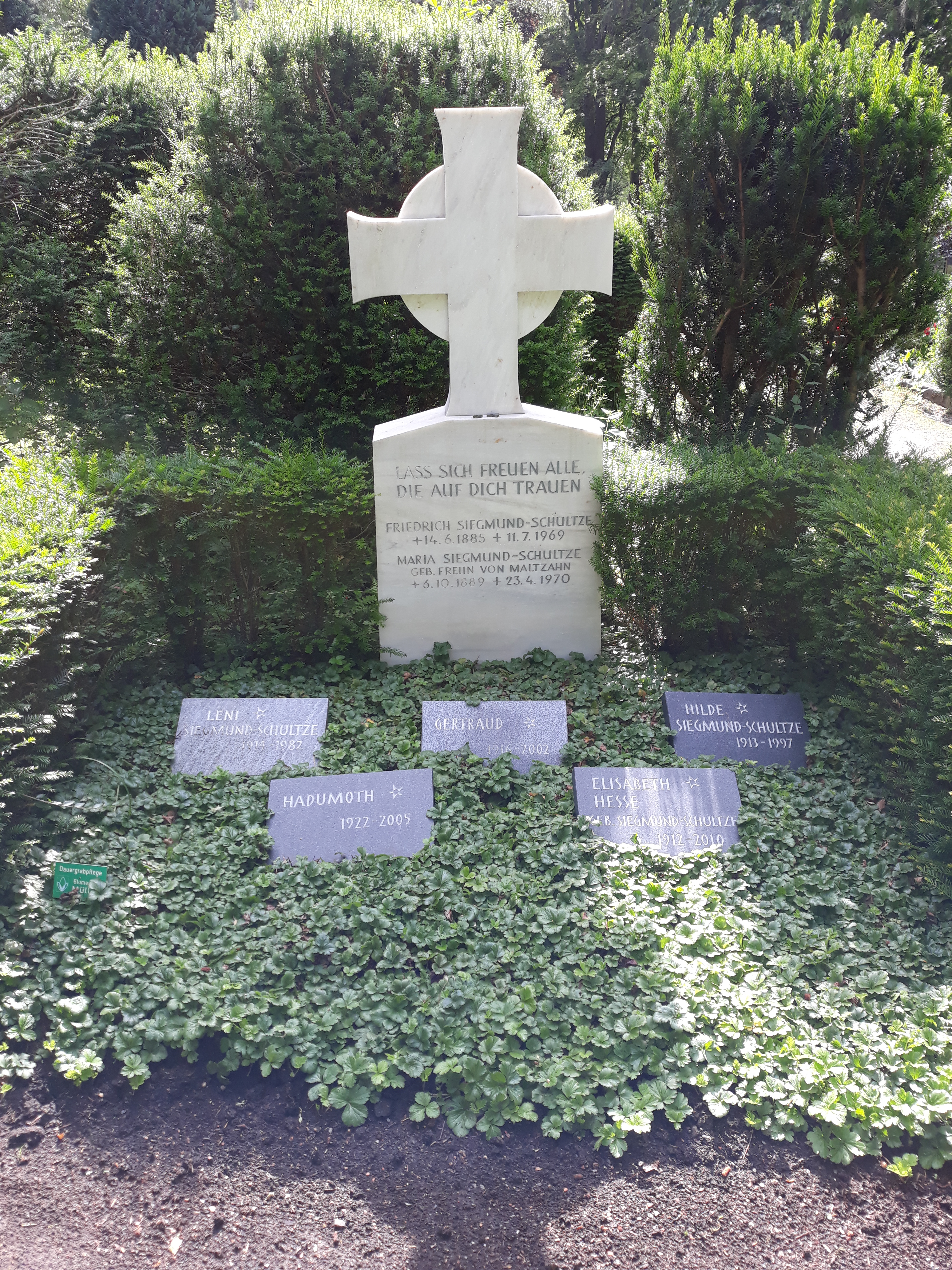
Das Grab von Friedrich Siegmund-Schultze im Familiengrab auf dem Osthofenfriedhof Soest

Auf der Weltkirchenkonferenz in Konstanz vom 1. bis 3. August 1914 war er Schriftführer und Mitbegründer des Weltbundes für Freundschaftsarbeit der Kirchen. Während des Ersten Weltkrieges organisierte er die Gefangenenseelsorge für Engländer und die Deutsche Kriegsgefangenenhilfe. Durch seine Kontakte zu den Quäkern und zum Internationalen Versöhnungsbund richtete er mit Elisabeth Rotten die Quäkerspeisung für Schulkinder in Berlin ein. Auf Siegmund-Schultzes Betreiben richtete die Stadt Berlin 1917 das erste Jugendamt Deutschlands ein, dessen erster Direktor im Hungerwinter 1917/18 er wurde.
Im Oktober 1918 lud ihn der Mitbegründer der ökumenischen Bewegung, Erzbischof Nathan Söderblom, zu einer Gastvorlesung über Die soziale Erneuerung des Christentums und die Einheit der Kirche an die Universität Uppsala ein. 1925 übernahm Siegmund-Schultze die Professur für Jugendkunde und Jugendwohlfahrt an der Universität Berlin, die später um die Fächer Sozialpädagogik und Sozialethik erweitert wurde.
Im Frühjahr 1933 wurde das Büro der Sozialen Arbeitsgemeinschaft geschlossen. Siegmund-Schultze setzte sich als Sekretär des Weltbundes für Freundschaftsarbeit der Kirchen für ein „Internationales Hilfskomitee für deutsche (evangelische, katholische und mosaische) Auswanderer jüdischer Abstammung“ ein. Er gewann schon in den ersten Monaten 1933 in- und ausländische Stellen hierfür, doch kurz vor der für den 1. Juli 1933 vorgesehenen Eröffnung verhaftete die Gestapo Siegmund-Schultze. Mit dem Vorwurf, er habe „Hilfe für Juden in 93 Fällen“ geleistet und an „umfassenden Plänen zur Rettung des gesamten deutschen Judentums“ gearbeitet, eskortierte ihn die Gestapo zur Schweizer Grenze. Über Walter Cramer stand er im Kontakt mit der Widerstandsgruppe um Carl Friedrich Goerdeler. Die deutsche Amtskirche führte Siegmund-Schultzes ökumenische Arbeit nicht fort, doch erhielt Siegmund-Schultze die Verbindung zu Freunden wie Hermann Maas, Max Diestel und Dietrich Bonhoeffer aufrecht. Bis 1946 war Siegmund-Schultze in der Schweiz Studentenpfarrer und als Gastdozent im Ausland tätig und arbeitete zugleich weiterhin in der Flüchtlingshilfe.
Einen ihm 1946 übermittelten Ruf der Berliner Universität, die ihm als ordentlichem Professor den Lehrstuhl für Sozialpädagogik und Sozialethik anbot, lehnte Siegmund-Schultze ab, da er es für unmöglich hielt, im sowjetischen Sektor die Arbeit der Sozialen Arbeitsgemeinschaft fortzuführen. Stattdessen übernahm er die Professur für Sozialpädagogik und Sozialethik an der Westfälischen Wilhelms-Universität zu Münster. 1948 gründete er die Jugend-Wohlfahrtsschule Dortmund, die er bis 1954 leitete. 1959 gründete er das Ökumenische Archiv in Soest, das später vom Evangelischen Zentralarchiv der EKD in Berlin übernommen wurde. Siegmund-Schultze war mit Albert Schweitzer freundschaftlich verbunden. Er war Herausgeber des Ökumenischen Jahrbuchs.
Siegmund-Schultze setzte sich vehement gegen die Wiederbewaffnung und für das im Grundgesetz festgehaltene Recht auf Kriegsdienstverweigerung (KDV) ein. Er war 1957 Gründungsmitglied und bis 1959 Vorsitzender der Zentralstelle KDV.

## Friedrich Siegmund-Schultze Förderpreis
Nach ihm ist der Friedrich Siegmund-Schultze Förderpreis benannt den bereits mehrere Organisationen erhalten haben. Dieser Preis für gewaltfreies Handeln wird seit 1994 in unregelmäßigen Zeitabständen von der Evangelischen Arbeitsgemeinschaft für Kriegsdienstverweigerung und Frieden (EAK) verliehen. Dieser Preis zeichnet die Arbeit von Menschen aus, die sich für Gewaltfreiheit einsetzen. Die EAK richtet mit dem Preis die Aufmerksamkeit auf Projekte, die bisher eher unbekannt geblieben und „übersehen“ worden sind und will damit zum Friedenshandeln ermutigen.
Er wird dann verliehen, wenn das Preisgeld durch private Spenden zusammengekommen ist. Preisträger waren:
- 1994 das Antikriegszentrum Belgrad
- 1995 die deutsche Sektion der Peace Brigades International
- 1997 Griechische und türkische Initiative von Kriegsdienstverweigerern
- 1998 die israelische Friedensgruppe Jesch Gvul (übersetzt: „Es gibt eine geographische und moralische Grenze“)
- 2001 Connection e. V.
- 2004 War Resisters’ International
- 2008 Military Counceling Network sowie Dorf der Freundschaft[8]
- 2014 Combatants for Peace
- 2018 EIRENE[9]
- 2020 Arbeitskreis der Universität Köln für die Zivilklauselbewegung & Evangelische Studierendengemeinde Leipzig[10]

## Schriften
- Ökumenisches Jahrbuch 1934–1935, Zürich und Leipzig 1936
- Ökumenisches Jahrbuch 1936–1937, Zürich und Leipzig 1939
- (Hrsg.): Ekklesia. Eine Sammlung von Selbstdarstellungen der christlichen Kirchen. 10 Bände, Leopold Klotz Verlag, Gotha 1934–1941